# رنه سیمپسون
 رنه سیمپسون (انگلیسی: Rene Simpson؛ زاده ۱۴ ژانویه ۱۹۶۶ درگذشته ۱۷ اکتبر ۲۰۱۳) یک تنیس‌باز اهل کانادا بود.